# جورجيانا سيوسيوليتي
جورجيانا سيوسيوليتي (بالرومانية: Georgiana Ciuciulete)‏ مواليد 23 أبريل 1987 في رومانيا، هي لاعبة كرة يد رومانية تلعب كمحور. مثلت منتخب رومانيا لكرة اليد للسيدات.

## سجل المنافسة
شاركت في البطولات التالية:
- بطولة العالم لكرة اليد للسيدات 2013
- بطولة أوروبا لكرة اليد للسيدات 2014

## الإنجازات
- كأس أوروبا لكرة اليد للسيدات: 
  - النهائي: 1
  - نصف النهائي: 1

## روابط خارجية
- جورجيانا سيوسيوليتي على موقع الاتحاد الأوروبي لكرة اليد (الإنجليزية)